# Glyvrar
Glyvrar is een dorp dat behoort tot de gemeente Runavíkar kommuna in het zuiden van het eiland Eysturoy op de Faeröer. Glyvrar heeft 406 inwoners. De postcode is FO 625. In Glyvrar vind je het Bygdasavnid Forni museum. De grootste werkgever van het dorp is de visverwerkende fabriek Bakkafrost.